# Japão nos Jogos Paralímpicos de Verão de 2012
O Japão foi um dos participantes dos Jogos Paralímpicos de Verão de 2012, que aconteceram na cidade de Londres, no Reino Unido.

## Desempenho

### Bocha
| Atleta           | Evento         | Fase de Grupos/ Eliminatória | Fase de Grupos/ Eliminatória | 16 Avos                 | Oitavas de final     | Quartas de final     | Semifinal            | 3°lugar Final        | 3°lugar Final |
| Atleta           | Evento         | Adversário Resultado         | Pos                          | Adversário Resultado    | Adversário Resultado | Adversário Resultado | Adversário Resultado | Adversário Resultado | Pos           |
| ---------------- | -------------- | ---------------------------- | ---------------------------- | ----------------------- | -------------------- | -------------------- | -------------------- | -------------------- | ------------- |
| Yuriko Shibayama | Individual BC1 | BYE                          | BYE                          | CAN B. Richardson V 5-0 | GBR D. Smith D 4-6   | Não avançou          | Não avançou          | Não avançou          | Não avançou   |

### Levantamento de peso
Masculino
| Atletas       | Evento   | Resultado | Posição |
| ------------- | -------- | --------- | ------- |
| Hiroshi Miura | -48 kg   | 117,0     | 9º      |
| Hajime Ujiro  | -75 kg   | 180,0     | 7º      |
| Hideki Odo    | -82.5 kg | 191,0     | 6º      |

### Natação
Masculino
| Atletas         | Evento                 | Preliminares | Preliminares | Final       | Final       |
| Atletas         | Evento                 | Marca        | Posição      | Marca       | Posição     |
| --------------- | ---------------------- | ------------ | ------------ | ----------- | ----------- |
| Takayuki Suzuki | 50 metros livre - S5   | 38s88        | 10º          | Não avançou | Não avançou |
| Kyosuke Oyama   | 50 metros livre - S6   | 32s04 Q      | 6º           | 31s94       | 5º          |
| Takuro Yamada   | 50 metros livre - S9   | 26s33 Q      | 4º           | 26s22       | 4º          |
| Keiichi Kimura  | 50 metros livre - S11  | 27s29 Q      | 5º           | 26s84       | 5º          |
| Junichi Kawai   | 50 metros livre - S11  | 27s97        | 9º           | Não avançou | Não avançou |
| Takayuki Suzuki | 100 metros livre - S5  | 1min25s64 Q  | 8º           | 1min24s73   | 8º          |
| Keiichi Kimura  | 100 metros livre - S11 | 1min01s58 Q  | 4º           | 1min01s19   | 5º          |
| Kyosuke Oyama   | 400 metros livre - S6  | 5min39s89    | 9º           | Não avançou | Não avançou |

Feminino
| Atletas       | Evento                   | Preliminares | Preliminares | Final       | Final       |
| Atletas       | Evento                   | Marca        | Posição      | Marca       | Posição     |
| ------------- | ------------------------ | ------------ | ------------ | ----------- | ----------- |
| Naomi Ikinaga | 200 metros medley - SM11 | 3min15s14    | 11º          | Não avançou | Não avançou |
| Rina Akiyama  | 200 metros medley - SM11 | 3min23s63    | 15º          | Não avançou | Não avançou |
| Chikako Ono   | 200 metros medley - SM11 | 3min23s34    | 14º          | Não avançou | Não avançou |

### Tênis em cadeira de rodas
Masculino
| Atleta         | Evento  | Fase de 64                | Fase de 32                     | Oitavas                          | Quartas              | Semifinal            | Final                | Pos.        |
| Atleta         | Evento  | Adversário resultado      | Adversário resultado           | Adversário resultado             | Adversário resultado | Adversário resultado | Adversário resultado | Pos.        |
| -------------- | ------- | ------------------------- | ------------------------------ | -------------------------------- | -------------------- | -------------------- | -------------------- | ----------- |
| Takashi Sanada | Simples | USA S. Baldwin V 6-1, 6-2 | AUS T. Mossier V 4-6, 6-3, 6-3 | ARG G. Fernandez D 6-3, 4-6, 1-6 | Não avançou          | Não avançou          | Não avançou          | Não avançou |